# オリゴペプチド

トリペプチドの例（Val-Gly-Ala）、アミノ末端が緑色、カルボニル末端が青色に塗られている。

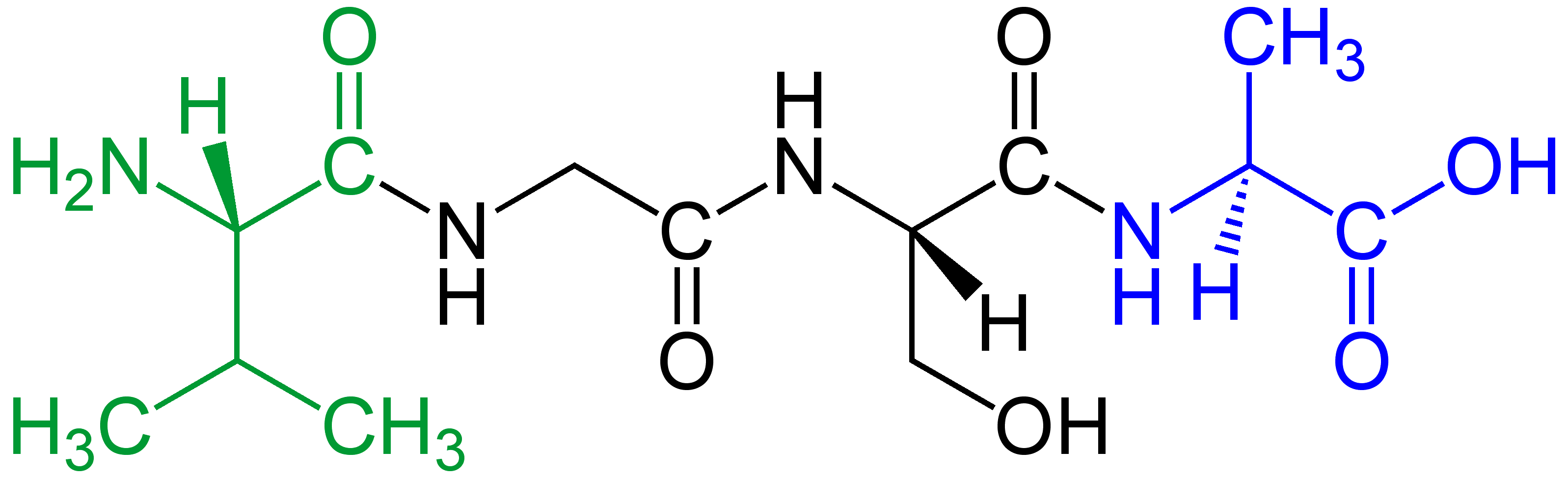
テトラペプチドの例（Val-Gly-Ser-Ala）、アミノ末端が緑色、カルボニル末端が青色に塗られている。

オリゴペプチド (Oligopeptide) は、2から20個のアミノ酸からなるペプチド鎖で、ジペプチド、トリペプチド、テトラペプチド、ペンタペプチド等を含む。600以上のオリゴペプチドが存在することが知られており、それらの約半分が分子構造に基づき、アエルギノシン、シアノペプトリン、ミクロシスチン、ミクロビリジン、ミクロギニン、アナベノペプチンおよびシクラミドの7つに分離される。ミクロシスチンは、潜在的な飲料水への毒性の影響があるため、最もよく研究されている。最も大きな分類がシアノペプトリン（40.1％）、続いてミクロシスチン（13.4％）とされている。

## 生成
シクラミドとミクロビリジン以外のオリゴペプチドは、非リボソームペプチド合成酵素により生成する。シクラミドとミクロビリジンは、リボソーム経路により生成する。

## 例
オリゴペプチドの例には、以下のようなものがある。
アマニチン
数種のキノコの子実体から採取された環状ペプチド。ほとんどの真核生物においてRNAポリメラーゼの強力な阻害剤であり、mRNAおよびタンパク質合成を妨げる。α-アマニチンはタマゴテングタケの主な毒素であり、人や動物が摂取すると有毒である。
アンチパイン
数種の細菌が産生し、プロテアーゼ阻害剤として作用する。
セルレチド
イエアメガエルの皮膚で見られる特殊なデカペプチド。活性及び組成の面で、コレシストキニンと非常に類似性があり、胃、胆道、膵臓の分泌、特定の平滑筋を刺激する。実験動物モデルにおいて膵炎を誘発するために使用される。
グルタチオン
細胞内で多くの役割を持つトリペプチド。排泄のために薬物を可溶性したり、酵素の補因子となったり、タンパク質のジスルフィド結合の再構成に関与したり、過酸化物を減少させたりする。
ロイペプチン
プロテアーゼ阻害剤として機能する、放線菌によって産生されるアシル化オリゴペプチド。トリプシン、プラスミン、カリクレイン、パパインおよびカテプシンを様々な程度まで阻害することが知られている。
ネトロプシン
Streptomyces netropsisから単離された塩基性ポリペプチド。それは細胞毒性があり、DNAのA-T領域への強力で特異的な結合は、遺伝学研究に有用である。
ペプスタチン
放線菌の培養濾液から単離されたN-アシル化オリゴペプチド。ペプシン、レニン等の酸性プロテアーゼを特異的に阻害する。
ペプチドT
HIVエンベロープタンパク質gp120と配列相同性を共有するオクタペプチド。エイズ治療における抗ウイルス剤として有用でる可能性がある。アミノ酸4kara8残基からなるコア配列TTNYTは、CD4受容体への結合に必要なHIVエンベロープの配列である。
ファロイジン
主にタマゴテングタケから単離された非常に毒性の高いポリペプチド。キノコ中毒において致命的な肝臓、腎臓及び中枢神経系の損傷を引き起こす。肝障害の研究に使用される。
テプロチド
ハララカの毒由来のペプチドと全く同じ人工のノナペプチド。キナーゼIIおよびアンジオテンシンIを阻害し、降圧剤としての利用が考えられている。
タフトシン
好白血性γグロブリンの酵素的切断により脾臓で生成されたテトラペプチド。特に顆粒球及び好中球の貪食活性を刺激する。γグロブリン分子のFd部位に位置する。